# 薩克羅湖

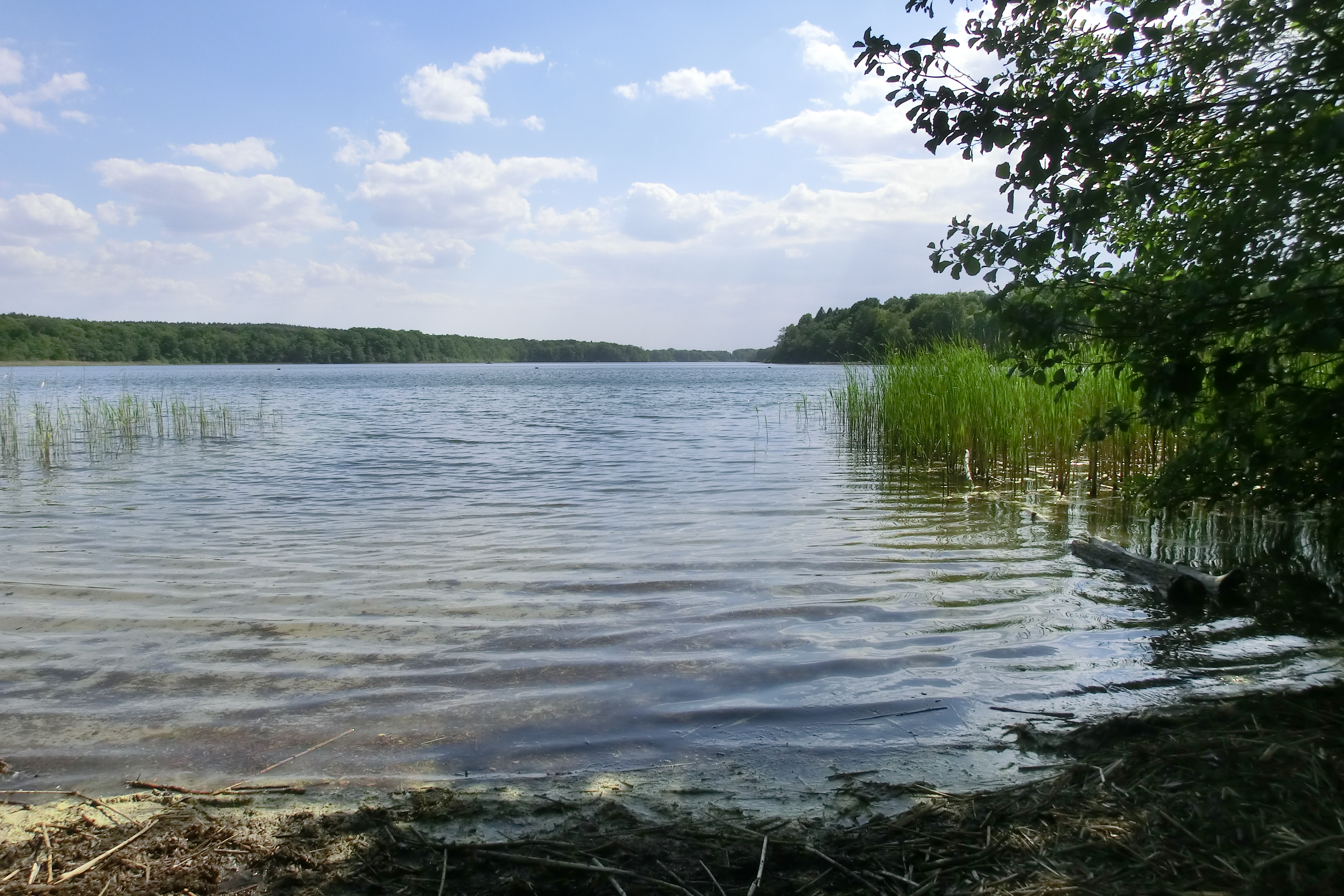

52°26′25″N 13°5′50″E / 52.44028°N 13.09722°E
薩克羅湖（德語：Sacrower See），是德國的湖泊，位於該國西南部，由勃蘭登堡州負責管轄，處於波茨坦，長3.2公里、寬0.5公里，面積1.1平方公里，海拔高度29米，平均水深18米，最大水深36米，水體容量1,930萬立方米。